# Сень Ганна Сергіївна
Ганна Сергіївна Сень (3 грудня 1990, Краснодар) — російська гандболістка, гравець ГК «Ростов-Дон», майстер спорту міжнародного класу. Олімпійська чемпіонка ігор 2016 року в Ріо-де-Жанейро. Заслужений майстер спорту.

## Біографія
Виступав за клуби:
- 2004—2010 — «Кубань» (Краснодар)
- 2010—2011 — «Зірка» (Звенигород)
- 2011—2014 — «Ростов-Дон» (Ростов-на-Дону)
- 2014—2015 — «Györi Audi ETO KC» (Дьйор)
- 2015 —  «Ростов-Дон» (Ростов-на-Дону)

## Досягнення
- Чемпіонка світу серед юніорів 2008 і кращий бомбардир на світовій першості у складі збірної Росії.
- Володар Кубка світу 2011 року.
- Володар Кубка Росії: 2011 у складі ДК «Зірка», 2012,2013 — у складі ДК «Ростов-Дон».
- Двічі срібний і бронзовий призер чемпіонату Росії у складі ДК «Ростов-Дон».
- Олімпійська чемпіонка ігор 2016 року в Ріо-де-Жанейро.

## Нагороди
- Орден Дружби (25 серпня 2016 року) — за високі спортивні досягнення на Іграх XXXІ Олімпіади 2016 року в місті Ріо-де-Жанейро (Бразилія), проявлені волю до перемоги і цілеспрямованість[2].